# Monako
Monako (francouzsky Monaco), plným názvem Monacké knížectví (francouzsky Principauté de Monaco), je suverénní městský stát a mikrostát na Francouzské riviéře několik kilometrů západně od italského regionu Ligurie v západní Evropě u Středozemního moře. Jedná se o poloenklávu, která na severu, východě a západě hraničí s Francií. Monako se rozkládá na úzkém území posetém kopci a výběžkem pevniny, má horké středomořské podnebí. V knížectví na rozloze 2 km² žije přibližně 38 000 obyvatel, z toho asi 9 500 monackých státních příslušníků, což z něj činí nejhustěji osídlený suverénní stát světa. Úředním jazykem Monaka je francouzština, mnozí obyvatelé mluví a rozumí také monatsky, anglicky a italsky, přes 80 % obyvatel se hlásí k římskokatolické církvi.
Území bylo původně součástí Janovské republiky, v níž byli Grimaldiové jedním z patricijských rodů. Od roku 1297 bylo relativně autonomní a od tohoto roku mu tento rod s krátkými přestávkami vládne. V roce 1861 mu francouzsko-monacká smlouva udělila svrchovanost a v roce 1911 se knížectví stalo konstituční monarchií. Hospodářský rozvoj Monaka byl podnícen v druhé polovině 19. století otevřením prvního kasina a železničním spojením s Paříží. Mírné podnebí a možnosti hazardu přispěly k tomu, že se Monako stalo turistickou destinací a rekreačním centrem pro bohaté. Monako se stalo významným bankovním centrem a snažilo se o diverzifikaci do sektoru služeb a malých průmyslových odvětví s vysokou přidanou hodnotou. Navzdory nezávislosti Monaka a jeho samostatné zahraniční politice je za jeho obranu kromě udržování dvou malých vojenských jednotek zodpovědná Francie.
Knížectví je konstituční monarchií, v jejímž čele stojí kníže, který má navzdory svému ústavnímu postavení politickou moc. V čele vlády stojí státní ministr, zákonodárným orgánem je Národní rada. Monako je daňovým rájem; nemá žádnou daň z příjmu fyzických osob a nízké daně z podnikání. Je považováno za jedno z nejbohatších a nejdražších míst na světě. Monako je celosvětovým centrem praní špinavých peněz a v červnu 2024 Finanční akční výbor zařadil Monako pod zvýšený dohled za účelem boje proti praní špinavých peněz a financování terorismu. Je plnoprávným členem Organizace spojených národů, Rady Evropy, Mezinárodní organizace frankofonie, Světové zdravotnické organizace a Mezinárodní hydrografické organizace, která má v Monaku své ústředí. Není součástí Evropské unie, ale podílí se na některých politikách EU, včetně celních a hraničních kontrol, de facto je členem schengenského prostoru i eurozóny.

## Dějiny
V 5. století př. n. l. byla na území dnešního Monaka založena fénická obchodní stanice, kterou Římané nazvali podle Héraklova chrámu Herculis Monoeci portus. V 6. století ovládli území Monaka dočasně Vizigóti, poté patřilo k Francké říši. Roku 1162 obdrželi janovští kupci v Monaku právo skladu. Na konci 13. století padla monacká pevnost do rukou Françoise Grimaldiho, poté, co (podle legendy) využil lsti, žádaje o vstup do pevnosti v rouše františkánského mnicha. Monako Grimaldiovci definitivně ovládli v roce 1419, od 15. století převážně pod francouzskou ochranou (vláda tohoto rodu, s výjimkou několika kratších období, pokračuje dodnes). V roce 1793 bylo Monako francouzskými revolučními vojsky dobyto a pod francouzskou správou zůstalo až do roku 1814. V roce 1815 bylo na Vídeňském kongresu dohodnuto, že nadále bude Monako pod protektorátem Sardinie. V revolučním roce 1848 přišlo Monako o 95 % svého území, když dvě monacká města Menton a Roquebrune vyhlásila samostatnost a oddělila se od něj. Zbývající část Monaka získala svrchovanost v roce 1861, kdy byla s Francií uzavřena francouzsko-monacká smlouva. Od roku 1850 se ale Monako potýkalo s těžkou hospodářskou situací, jelikož územní ztráta z roku 1848 znamenala i ztrátu ekonomickou, především omezením výnosů z prodeje citronů, pomerančů a oliv. Monacký kníže Karel III. Monacký se rozhodl ekonomickou situaci své malé země za každou cenu zlepšit a tak byly v roce 1856 na území Monaka vybudovány první přímořské lázně s kasinem. Skutečný rozkvět pak přišel se založením čtvrti Monte Carlo, kde bylo kasino otevřeno v roce 1866, a napojením Monte Carla na železnici z Francie. Od roku 1865 bylo Monako v celní unii s Francií. Od roku 1949 do roku 2005 vládl kníže Rainier III., který liberalizoval ústavu a posílil práva Národní rady. Po jeho smrti vládne jeho syn Albert II. V letech 1963 až 1993 byla nejsilnější stranou Národní a demokratická unie (UND), od roku 1993 má absolutní většinu Campora. V témže roce se Monako stalo členem OSN.

## Státní symboly

### Vlajka
Monacká vlajka je tvořena listem o poměru stran 4:5 (užívá se i poměr 2:3) se dvěma vodorovnými pruhy, červeným a bílým, jejichž barvy jsou odvozené z barev znaku knížat z rodu Grimaldi.
Je totožná s indonéskou vlajkou, proti jejímuž zavedení roku 1945 Monako protestovalo.

### Znak
Monacký státní znak je rodový knížecí erb domu Grimaldi. Štít, routovaný stříbrně a červeně a ovinutý řetězem Řádu sv. Karla, položený na červený plášť, podšitý hermelínem a převýšení knížecí korunou. Štítonoši jsou dva bratři minorité, vlasatí, vousatí a obutí, každý třímá v ruce tasený meč, pod nimi je stuha s latinským heslem: DEO JUVANTE (česky S pomocí Boží).

### Hymna
Monacká hymna je píseň Hymne Monégasque (česky Monacká hymna), známá i jako A Marcia de Muneghu (česky Monacký pochod). Původní francouzský text i melodii napsal Théophile Bellando de Castro. Současné hudební aranžmá složil Léon Jehin. Současné oficiální texty, které jsou v jazyce monégasque, napsal Louis Notari.

## Geografie

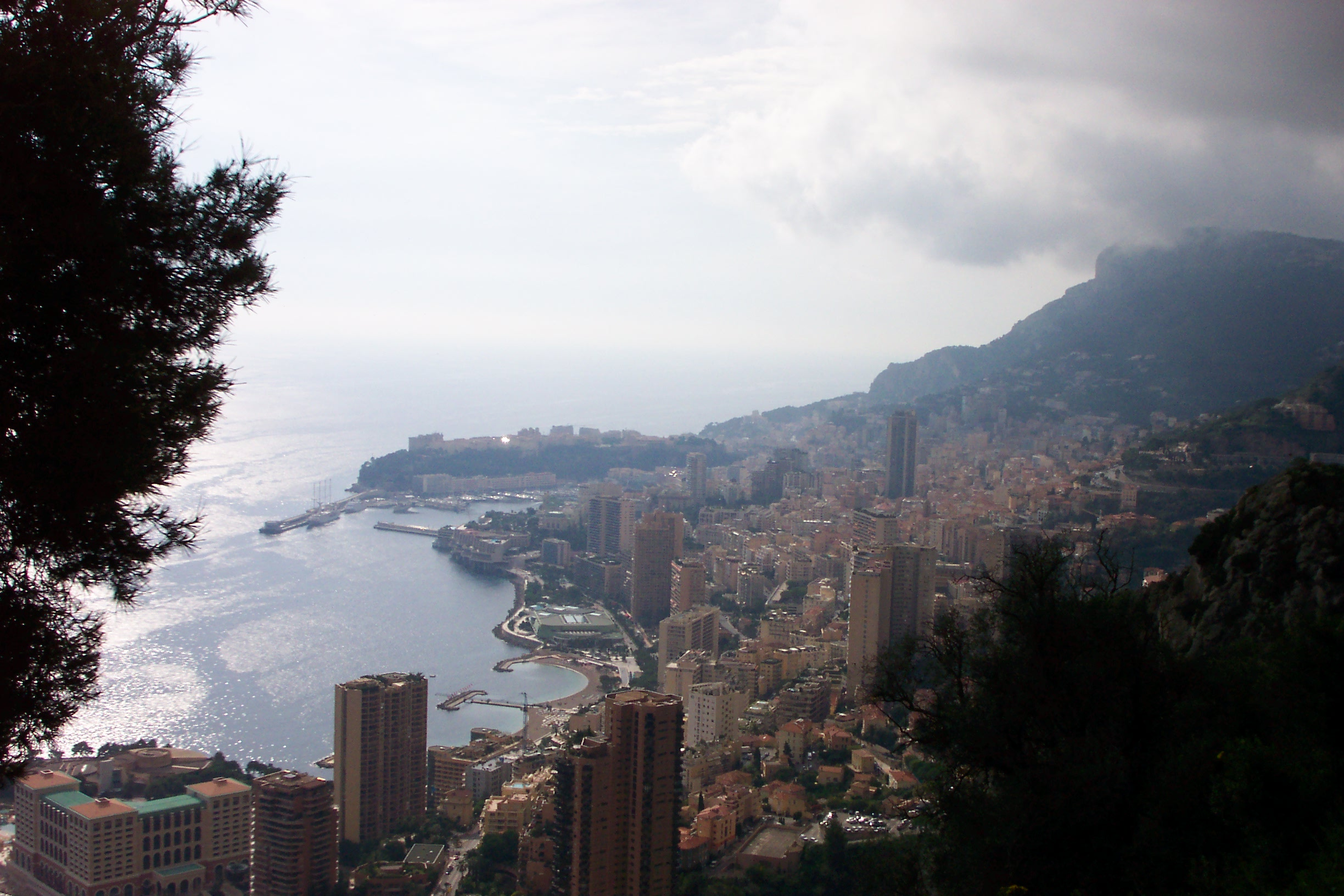
Pohled na zamračené Monako

Monako je suverénní městský stát rozdělený na pět čtvrtí, ležící na francouzské riviéře v západní Evropě. Malé knížectví se prostírá na Azurovém pobřeží (fr. Côte d’Azur) jen 8 km od italské hranice na výběžku Přímořských Alp. Území má rozlohu pouhých 202 hektarů s šířkou od 340 m do 1 700 m. Od skalnatého pobřeží stoupá terén terasovitě k pobřežnímu pohoří, jehož první hřeben přímo nad městem dosahuje výšky okolo 600 metrů – ten už ale leží ve Francii; nejvyšší bod monackého území je na úbočí ve výšce 170 m n.m. Stejně příkře sráz pohoří pokračuje i pod vodní hladinou, takže hloubka moře se vzdáleností od monackého přístavu rapidně narůstá (což mimo jiné umožňuje i kotvení lodí s větším ponorem).
Monako má několik městských částí: vlastní Monako se starým městem, knížecím palácem ze 13. a 16. století, s novorománskou Katedrálou Neposkvrněné Matky Boží a oceánografickým muzeem, založeným v roce 1910; Nové m. La Condamine s přístavem, bankami a obchodní čtvrtí; luxusní lázně Monte Carlo s hernou (vybudováno v letech 1878–1879) a kongresovým centrem a městskou tratí Formule 1, dále také na náspu do moře vzniklé Fontvieille s obytnými a průmyslovými stavbami, přírodním parkem a sportovními areály i novým jachtovým přístavem. Mírné přímořské podnebí dovoluje růst i velmi pestré mediteránní vegetaci.

### Urbanismus
Monako je městský stát - tvoří jej tedy jediné město. Prakticky celé území státu je zastavěno, cena půdy je v Monaku velmi vysoká. Zástavba Monaka a sousedních francouzských obcí (Beausoleil, La Turbie, Cap-d'Ail) je prakticky souvislá. Na mnoha místech prochází státní hranice ulicemi, aniž by byla nějak viditelně vyznačena.

### Podnebí
Monako má teplé středomořské klima, které ovlivňuje oceánské, vlhké subtropické podnebí. V důsledku jsou zde teplá a suchá léta a mírné, deštivé zimy. Deštivé období přichází v měsíci říjnu a listopadu. Chladných sezon je ovšem v poměru s těmi teplejšími mnohem méně. Letní odpoledne nebývají obzvlášť horká. Teplota zřídka překročí 30 °C. Nejteplejším a nejsušším měsícem je červenec. Noční teploty jsou také mírné a to díky poměrně vysokým teplotám moře v letních obdobích. Celkově se v tomto období pohybujeme mezi 20–30 °C. Co se týče zimy, sníh a námraza jsou zde velmi vzácným jevem. S tím se můžeme setkat maximálně jednou, až dvakrát za deset let.

## Politika

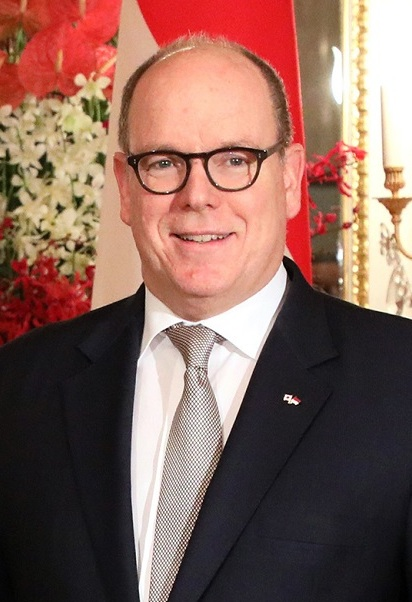
Monacký kníže Albert II.

### Státní zřízení
Podle ústavy z roku 1962 je Monako dědičnou konstituční monarchií – vláda přechází na mužského potomka hlavy státu. Tím je kníže, jako poradní orgány má k dispozici korunní radu (11 členů) a státní radu (12 členů). Výkonnou moc má pod autoritou knížete jeden státní ministr se třemi vládními rady. Zákonodárnou moc vykonává kníže spolu s parlamentem, Národní radou s 18 volenými poslanci. V zahraničních vztazích zastupuje Monako Francie. Také právní systém je vybudován podle francouzského vzoru.

### Administrativní dělení
Monako je druhý nejmenší a zároveň nejhustěji osídlený stát na světě. Skládá se pouze z jedné samosprávní obce. Mezi státem a městem Monako neexistuje žádný geografický rozdíl. Monako se dělí na 4 historické městské čtvrti (Monaco-Ville, Monte Carlo, La Condamine, Fontvieille). Monaco-Ville je původní, staré město známe také jako „skála Monaka“. Monte Carlo - jedna z hlavních obytných a rekreačních čtvrtí. La Condamine - jihozápadní část Monaka, jejíž součást tvoří přístav Port Hercules. Fontvieille - nejnovější čtvrť vystavěna z převážné části na nové ploše získané na úkor moře. Od roku 2013 je stát rozdělen do 9 městských čtvrtí:
- Monte Carlo
- La Condamine
- Monaco-Ville
- Fontvieille
- Larvotto
- Jardin Exotique
- La Rousse
- Les Moneghetti
- Ravin Sainte-Dévote

### Členství v mezinárodních organizacích
- 1993 – Organizace spojené národů
- OBSE

## Obyvatelstvo
Celkový počet obyvatel Monaka v roce 2023 činil 38 367, největší podíl mají Monegaskové, 24 % obyvatel, dále Francouzi (22 %), Italové (19 %), Britové (8 %), Švýcaři (3 %), Rusové (3 %), Belgičané (3 %) a Němci (2,5 %). Podle studií z roku 2019 se uvádí, že 31 % obyvatel Monaka jsou milionáři, což se rovná až 12 248 osobám. 
Hustota zalidnění je 18 446 obyv./km2, což z Monaka činí nejhustěji osídlený suverénní stát světa. Občané Monaka, ať už se v zemi narodili, nebo byli naturalizováni, se nazývají Monégaskové. Monako má nejvyšší průměrnou délku života na světě, téměř 90 let.

### Jazyky
Hlavním a úředním jazykem Monaka je francouzština, zatímco početná komunita Italů v knížectví mluví italsky. Angličtinu využívá americká, britská, kanadská a irská část obyvatel. Tradičním, národním jazykem je Monégasque, dialekt románského jazyka, kterým se také, pod názvem ligurština, hovoří v italské oblasti Ligurie. V Monaku je to jazyk, kterým mluví velmi málo obyvatel. S dialektem se například můžeme setkat při pohledu na pouliční reklamy v původním, opevněném a zároveň hlavním městě knížectví.

### Náboženství
Křesťanství 83,2 %, bez vyznání 12,9 %, judaismus 2,9 %, islám 0,8 %, jiné vyznání 0,5 %.  Oficiálním náboženstvím je katolictví se svobodou jiných náboženství. V Monaku se nachází pět římskokatolických farností a jedna katedrála, která je kostelem monackého arcibiskupa. V Monaku se nachází jeden anglikánský kostel, ležící na Avenue de Grande Bretagnee v Monte Carlu. 
Muslimská populace Monaka se skládá asi z 280 lidí. Příslušníci tohoto náboženství však nejsou občany,[zdroj⁠?!] ale pouze obyvateli knížectví. Většina muslimských obyvatel jsou Arabové. Další část tvoří turecká menšina. V Monaku se nenachází žádná mešita.

### Vzdělání

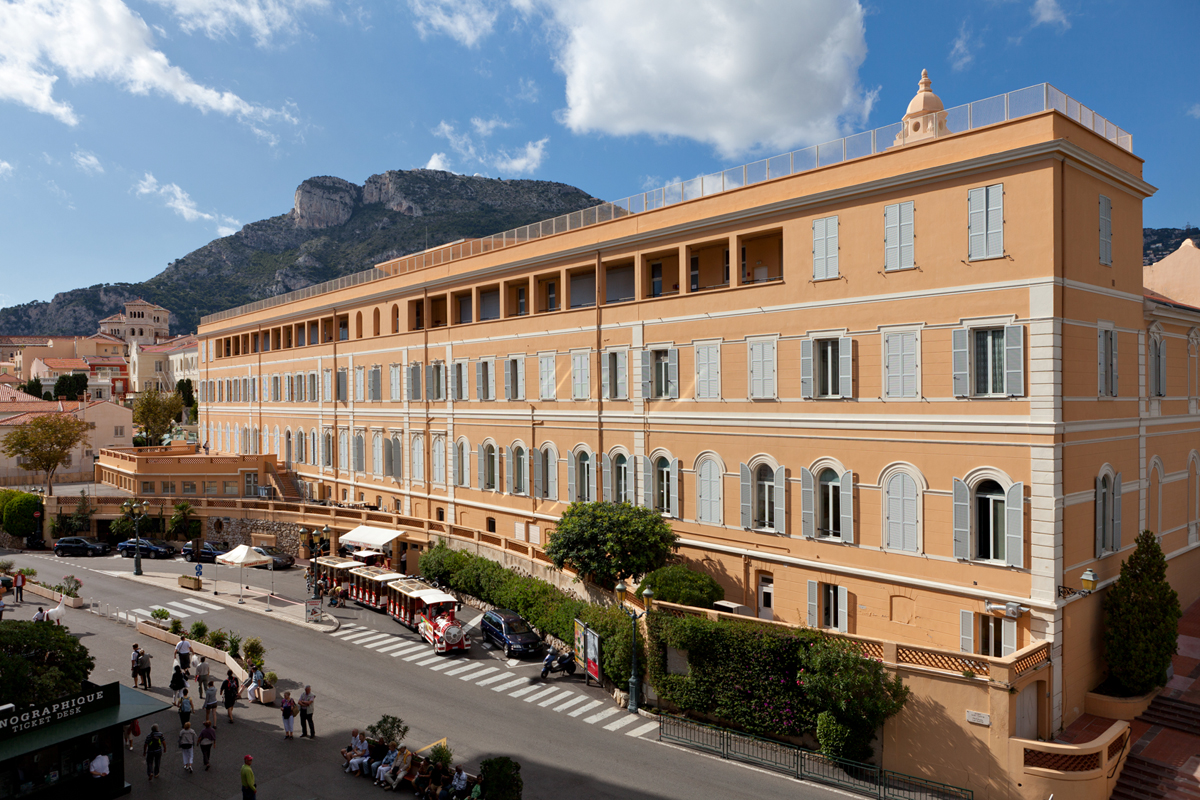
Lycée Albert Premier v Monaku

Monako má deset státem provozovaných škol, včetně sedmi mateřských a základních škol, jedné střední školy, Collège Charles III, jednoho lycée, které poskytuje všeobecné a technologické vzdělání, Lycée Albert 1er, a jednoho lycée, které poskytuje odborné a hotelové vzdělání, Lycée technology et hôtelier de Monte-Carlo. Jsou zde také dvě grantově podporované denominační soukromé školy, Institution François d'Assise Nicolas Barré a Ecole des Sœurs Dominicaines, a jedna mezinárodní škola, International School of Monaco, založená v roce 1994.
V Monaku se nachází jedna univerzita, a to Monacká mezinárodní univerzita (IUM), univerzita vyučující v anglickém jazyce specializující se na obchodní vzdělávání a provozovaná skupinou Institut des hautes études économiques et commerciales (INSEEC).

## Ekonomika

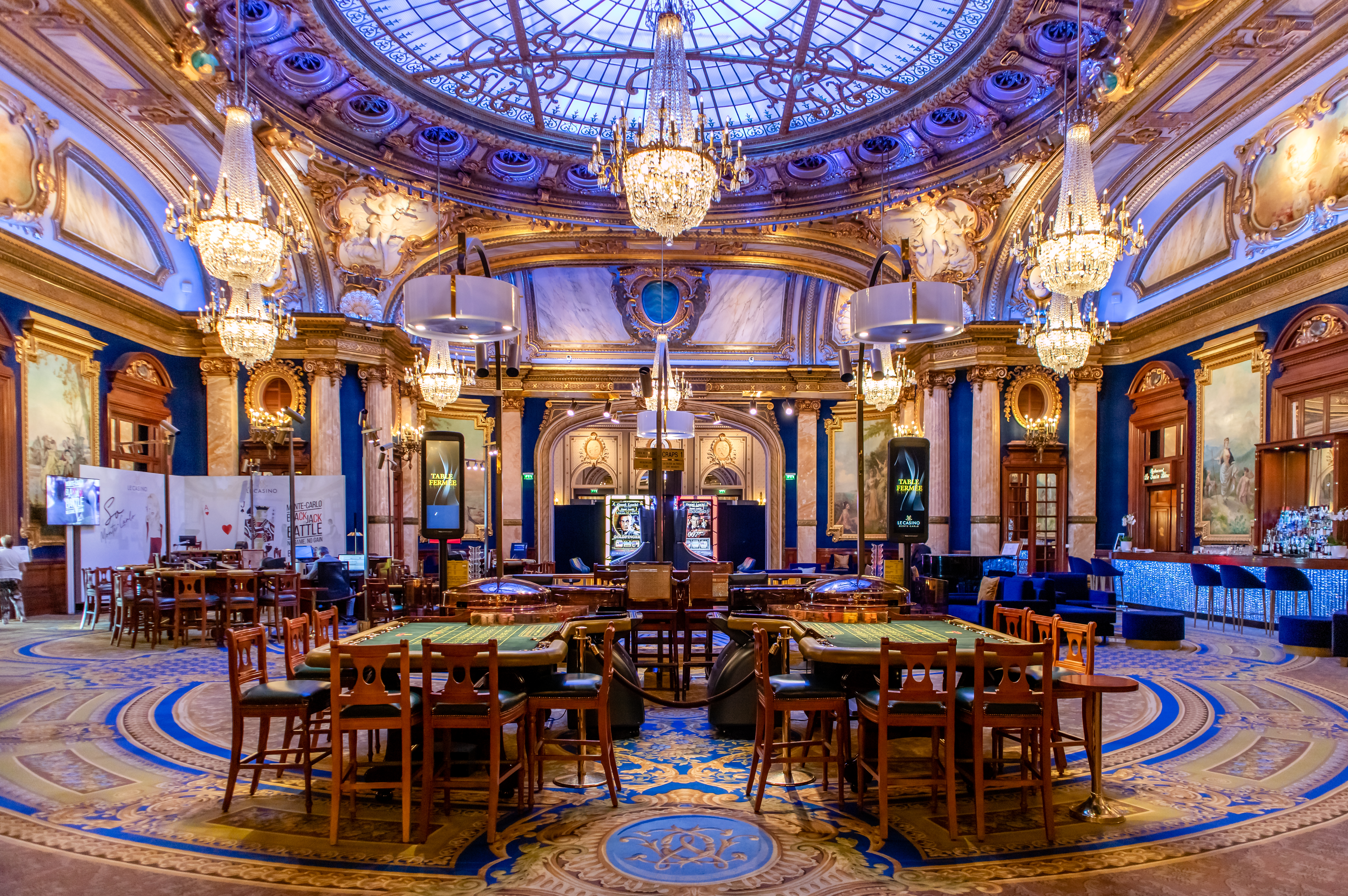
Proslulé Kasino Monte Carlo

Nejdůležitějším hospodářským odvětvím knížectví je celoroční cestovní ruch. Velký význam má kromě toho i sektor služeb, bankovnictví a pojišťovnictví. Státní příjmy vytváří převážně daň z přidané hodnoty a daň z obratu, dále státní monopoly jako telefon, pošta, daň z tabákových výrobků, vydávání známek aj. Přímé daně se pro občany Monaka nevybírají (jen Francouzi podléhají francouzským daňovým předpisům). V průmyslovém sektoru převládají malé a střední podniky v oboru chemie (hlavně farmacie a kosmetika), dále v produkci plastických hmot a elektroniky. S Francií je Monako spojeno měnovou, hosp. a celní unií. HDP podle parity kupní síly představuje asi 870 mil. US $, tj. 27 188 na 1 obyvatele (2003).
Historickou úlohu v jeho dějinách sehrálo vyhlášené kasino, které po ztrátě Mentonu a Roquebrune pomohlo Monaku postupně se přeorientovat na cestovní ruch. Na konci 19. století byly výnosy z kasina dostatečné na to, aby mohly být uvolněny některé daně pro místní občany. Tehdy kasino generovalo většinu příjmů do státní pokladny. V současnosti je to zhruba 4 % a většinu přebral sektor služeb. V Monaku sídlí mnoho bank, finančních společností, peněžních ústavů a jiných společností. Neméně významnou složkou příjmů státu je cestovní ruch, orientovaný pro bohatší i běžné návštěvníky, pro které je Monako jen krátkodobá zastávka v rámci delšího výletu. Viditelná je i snaha Monaka hostovat významné evropské i celosvětové události z oblasti kultury a sportu. Některé vybrané monacké závody vyrábějí delikátní zařízení pro evropskou a americkou kosmickou agenturu.

### Doprava

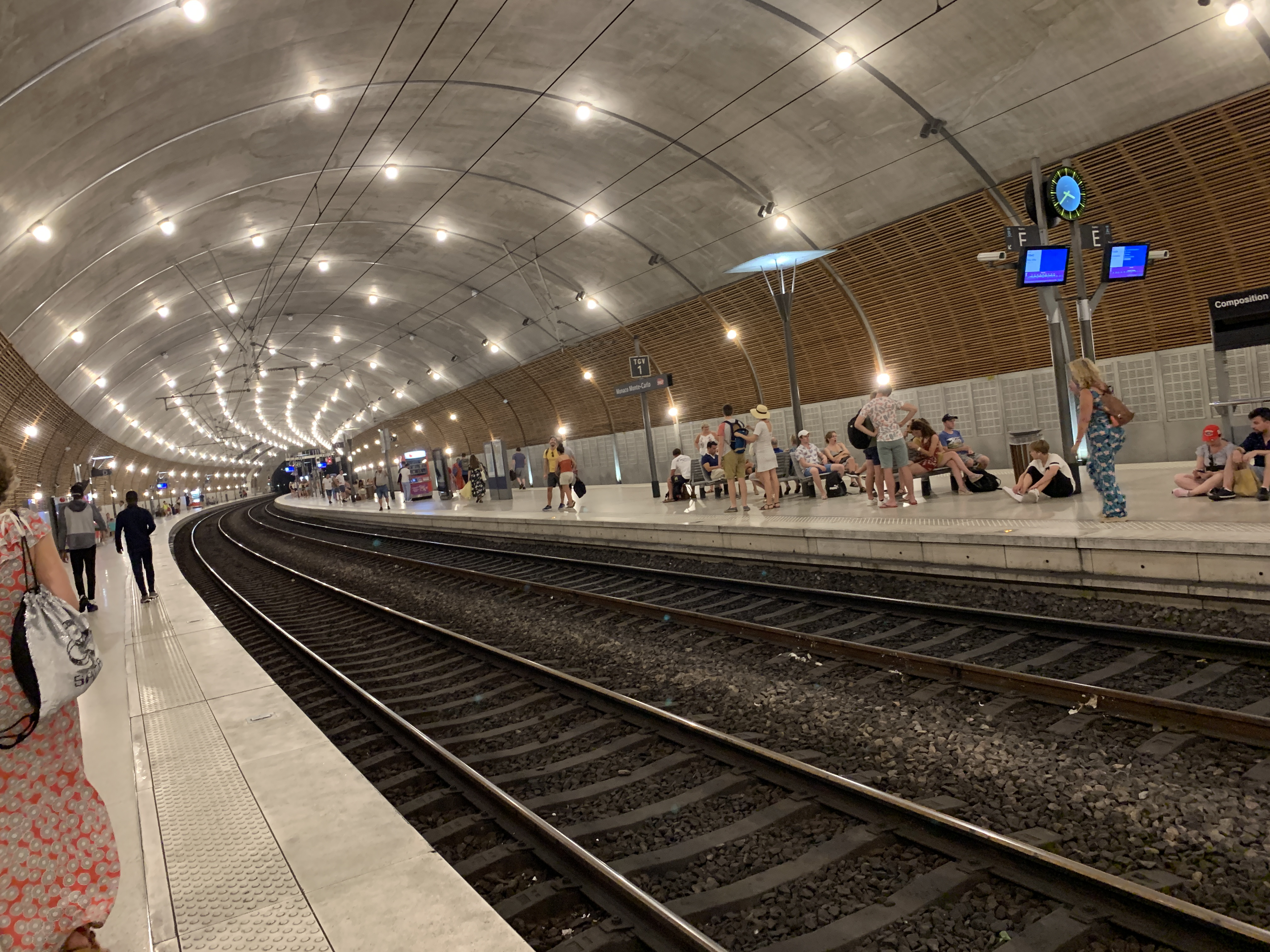
Železniční stanice

- V druhé polovině 19. století byla do Monaka přivedena železnice z Francie. Trať mezi Nice a Mentonem vede asi 1 km peážně přes monacké území, vesměs tunelem, s jedinou monackou stanicí Monaco-Monte Carlo.
- Po silnici je Monako dostupné z francouzské dálnice A8 (E80), nájezdy č. 56–58.
- Ve městě je zavedena městská autobusová doprava.
- Hlavní monacký přístav doznal v posledních letech[kdy?] úprav – přibyla dvě velká mola pro kotvení lodí s velkým ponorem. V přístavu taktéž funguje přívoz.
- Nejbližším mezinárodním letištěm je francouzské Nice, bohatší návštěvníci z něj do Monaka využívají vrtulníkové přepravy.
- Pro návštěvníky, kteří si chtějí Monako prohlédnout, je zavedeno několik výhledových autokarů a turistické vláčky. Ostatní turisté mohou využít několikapatrové parkování u budovy Oceánografického muzea.

## Kultura

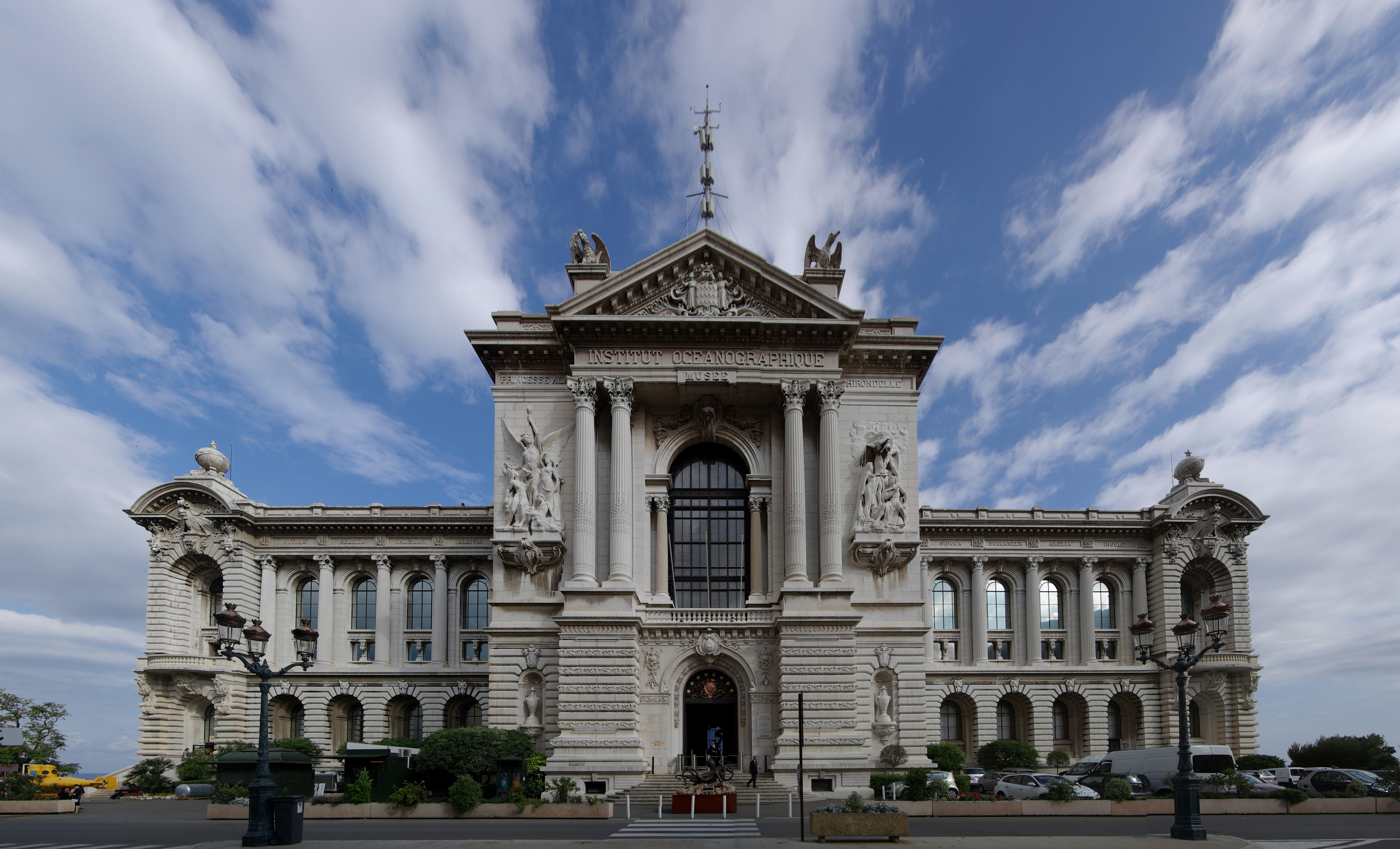
Oceánografické muzeum

V Monaku se narodil básník, šansoniér a hudební skladatel Léo Ferré, skladatel Honoré Langlé či dirigent Franz Schreker. Francouzská zpěvačka Séverine vyhrála jako reprezentantka Monaka v roce 1971 soutěž Eurovision Song Contest. Krátkou úspěšnou pěveckou kariéru prožila princezna Stéphanie Monacká, dcera knížete Rainiera III. a jeho ženy, bývalé hollywoodské herečky, Grace Kellyové. Nahrála i duet s Michaelem Jacksonem. Monako má též operní dům Opéra de Monte-Carlo, který je jediným operním domem na světě, jež je součástí kasina. Rodákem je také sochař 19. století François Joseph Bosio, autor sousoší na Napoleonově vítězném oblouku v Paříži (Arc de Triomphe du Carrousel). Průkopníkem literatury v jazyku monégasque, který je pro Monako typický, byl Louis Notari. Je rovněž autorem textu monacké hymny.
V Monaku se narodil i filmař Armand Gatti. V současnosti patří k nejvýznamnějším monackým umělcům filmová režisérka Danièle Thompsonová. Od roku 1961 se každoročně koná Mezinárodní televizní festival v Monte Carlu. Hlavní cena se nazývá Zlatá nymfa a jde patrně o nejprestižnější evropské televizní ocenění vůbec. Hlavně v 60. letech 20. století tuto cenu několikrát získaly i české televizní filmy. Festival se koná v kongresovém centru Grimaldi Forum, kde je rovněž domácí scéna Filharmonie Monte Carla, a kde se také mimo jiné tradičně konají rozlosování evropských pohárových soutěží pořádaných federací UEFA.
K nejvýznamnějším vědeckým institucím v Monaku patří Oceánografické muzeum (Musée océanographique). Jeho ředitelem byl v letech 1957-1988 Jacques-Yves Cousteau.

### Kuchyně

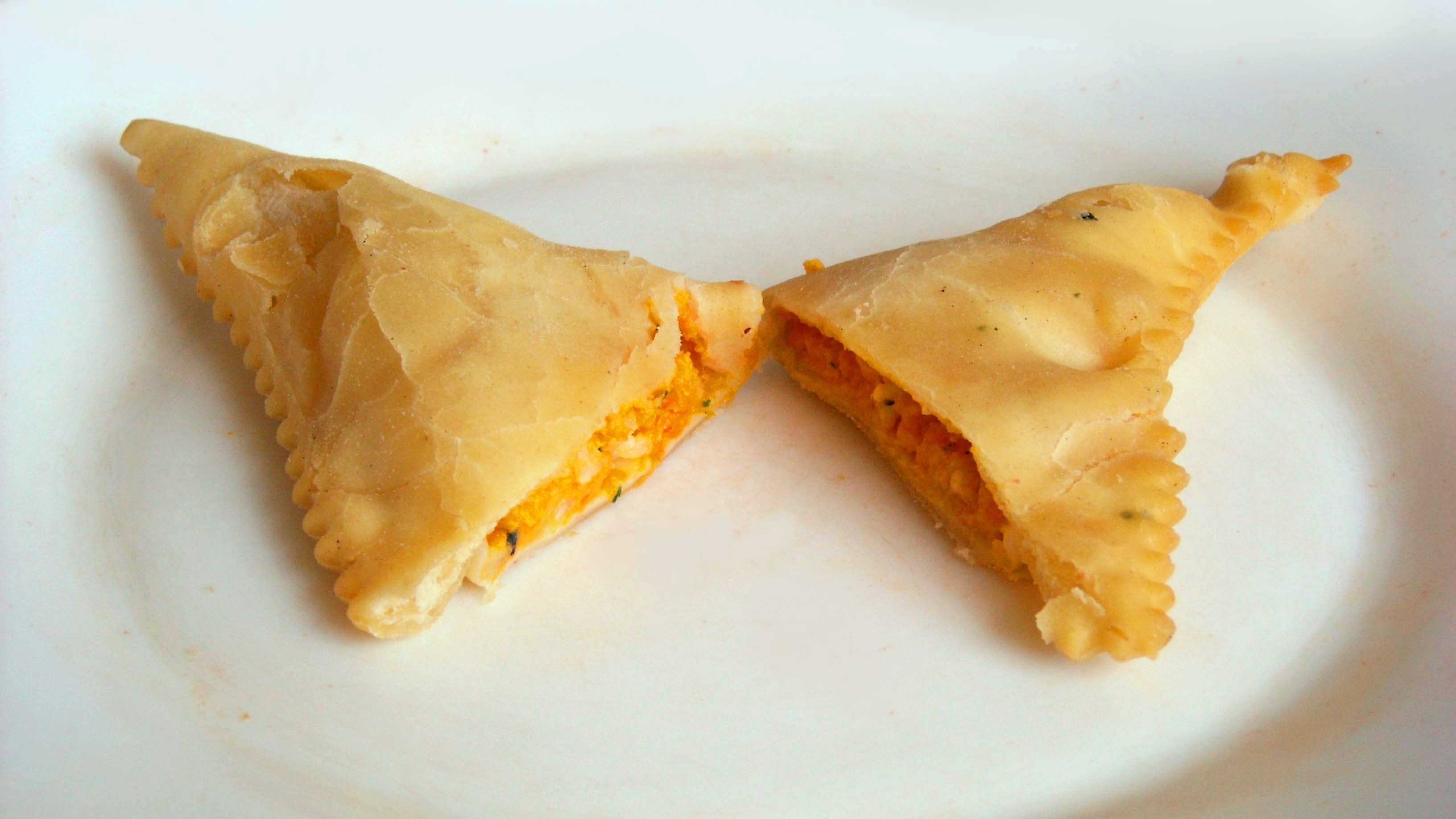
Barbajuan

Kuchyně Monaka je podobná italské kuchyni, hojně používá ryby a mořské plody. Nejznámějším tradičním pokrmem v Monaku jsou taštičky barbajuan. Je to pečivo nejčastěji naplněné sýrem, rýži, pórkem nebo špenátem. Národním jídlem je stocafi, pokrm ze sušené tresky, která je uvařená v rajčatové omáčce s černými olivami, česnekem a další zeleninou. Omáčka se dolévá vínem nebo koňakem. Jako příloha jsou podávány brambory. Oblíbený je též Pan Bagmat, což je sendvič s masem a čerstvou zeleninou. Často je obložen tuňákem nebo ančovičkami. Dále může obsahovat vařená vejce, kapary, zelený salát, plátky rajčat, olivy a olivový olej na zálivku. Spolu s Francouzi milují Monačané bouillabaissu, tradiční rybí polévku, s Italy panini, předpečené pečivo se šunkou, sýrem a zeleninou. Známým dezertem je Crepe Suzette, což jsou palačinky polité likérem Grand Marnier a zapálené. Toto sladké jídlo objevil v roce 1896 šéfkuchař Henri Charpentiera. Servíroval je budoucímu králi Anglie Edwardu VII. Omylem jídlo zapálil, přesto jej králi nabídl. Králi a jeho dívce Suzette palačinky chutnaly, proto jsou po ní pojmenovány. Dalšími známými sladkostmi jsou fougasse, sladké pečivo ochucené pomeranči, zdobené oříšky, rozinkami nebo anýzem, a koláčky socca z kukuřičné mouky. K nejoblíbenějším nápojům patří francouzská a italská vína.

### Sport

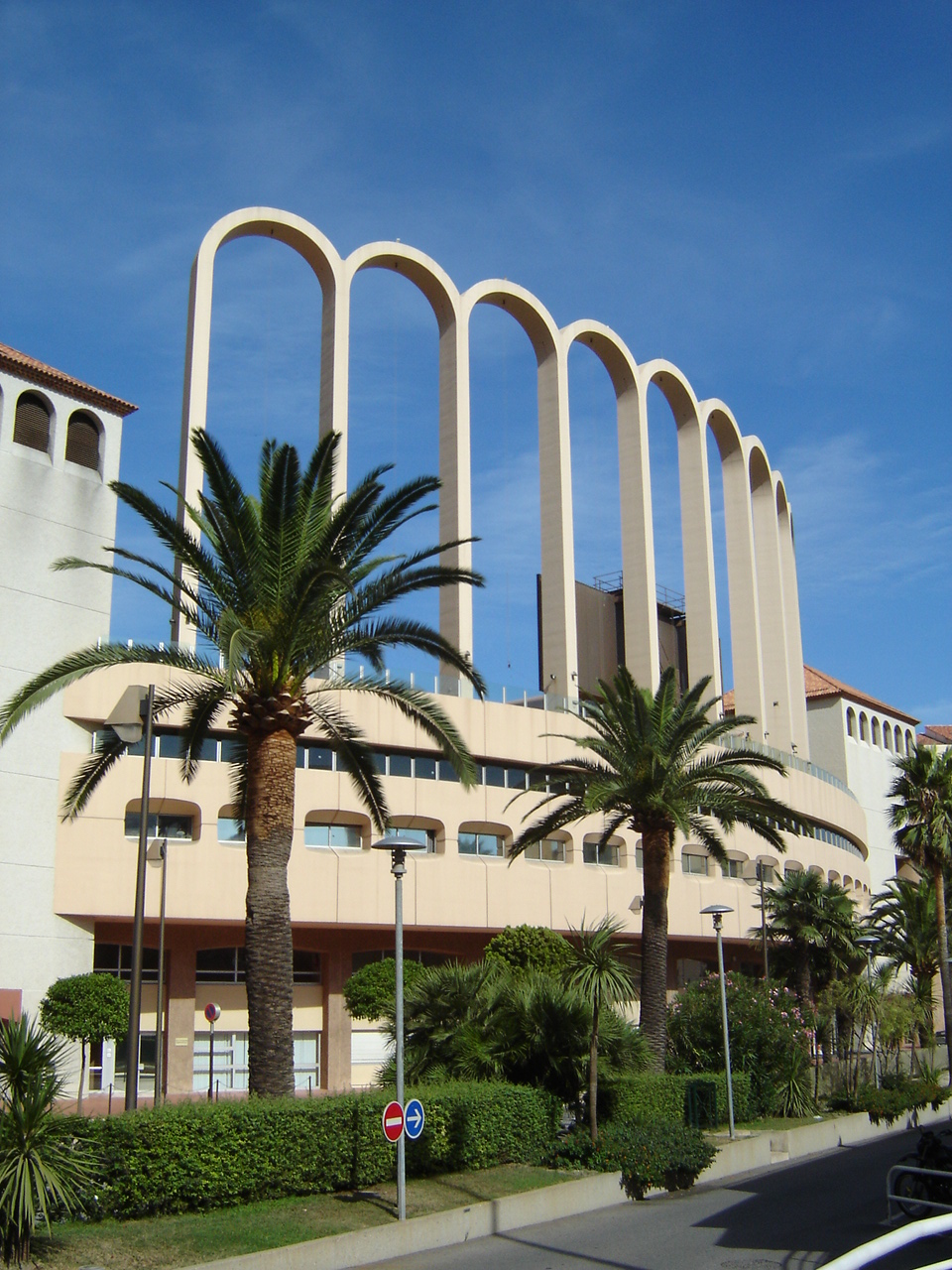
Proslulých "devět oblouků" Stade Louis II., domácí půdy klubu AS Monaco

Sportovním klenotem malého státu je fotbalový klub AS Monaco, který hraje francouzskou ligu. Své zápasy hraje na Stade Louis II. Klub je osminásobným mistrem Francie, finalista Ligy mistrů 2003/04 nebo finalista Poháru vítězů pohárů 1991/92. Hrála za něj řada slavných, především francouzských, fotbalistů jako Manuel Amoros, Lilian Thuram, Youri Djorkaeff, Thierry Henry nebo Kylian Mbappé. Z hráčů jiných národností lze jmenovat legendárního argentinského střelce Delio Onnise, Němce Jürgen Klinsmanna, Liberijce George Weaha, Španěla Fernanda Morientese, Kolumbijce Radamela Falcaa. Z Čechů v klubu působil Jaroslav Plašil. Trénovali ho osobnosti jako Arsène Wenger nebo Didier Deschamps.

Basketbalový klub AS Monaco v roce 2023 poprvé v historii postoupil do Final Four Euroligy. Nakonec skončil na třetím místě. V roce 2021 vyhrál Eurocup, druhou nejvýznamnější evropskou klubovou soutěž. Klub má přezdívku Roca Team nebo Roca Boys. Přezdívka je dokonce ve znaku klubu.

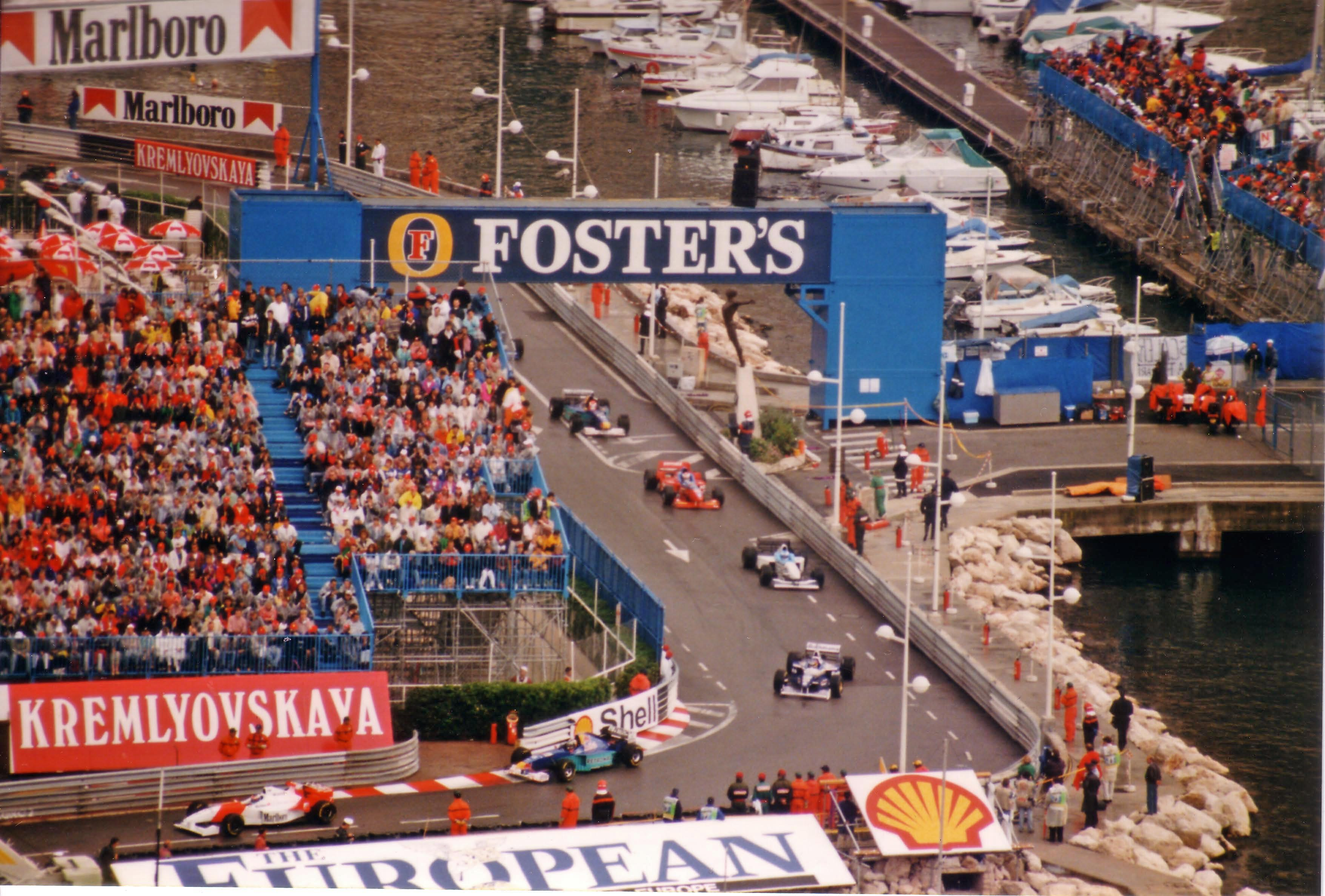
Grand Prix Monaka 1996

V Monaku se každoročně koná Grand Prix Monaka, jež je součástí seriálu Formule 1. Jezdí se na okruhu Circuit de Monaco, který je tvořen ulicemi Monte Carla. Jde o jeden ze závodů Formule 1, který se jezdí v ulicích města a nikoli na specializovaném autodromu. Díky tomu je milován fanoušky a občas proklínán závodníky, kteří si stěžují na malou možnost v úzkých ulicích předjet soupeře. Nelson Piquet to komentoval proslulou větou: „Automobilové závody v Monaku jsou jako jízda na kole po obýváku.“ V roce 1955 dokonce Alberto Ascari při vyjetí z trati spadl do moře.

Dalším významným závodem je Rallye Monte Carlo, jedna z nejstarších soutěží v rallye, založená roku 1911 princem Albertem I. Monackým. Byla součástí Mistrovství světa v rallye, v posledních letech pak šampionátu Intercontinental Rally Challenge.

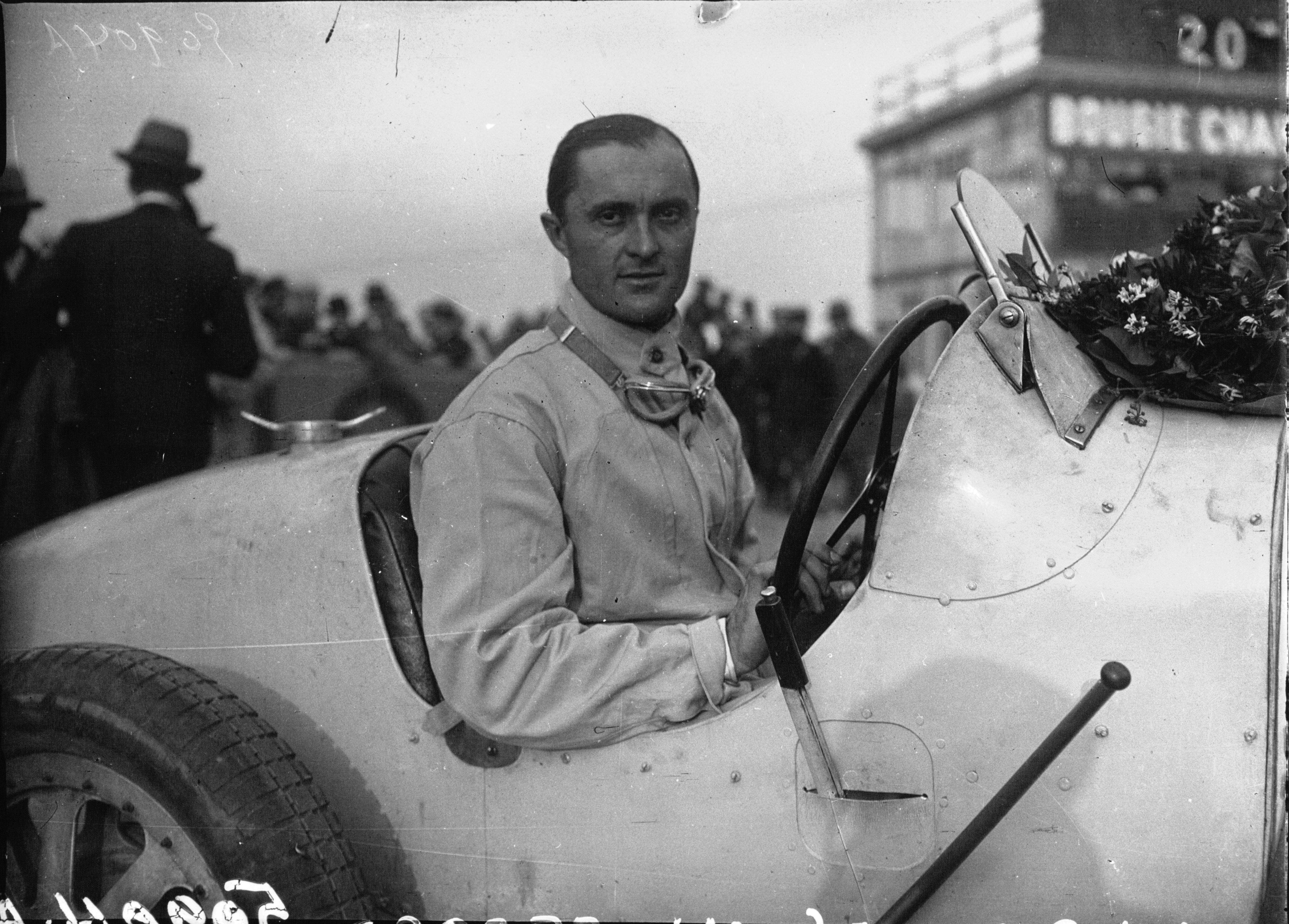
Louis Chiron

Automobilový sport má v Monaku vůbec silné zázemí, nejslavnějšími monackými sportovci jsou právě automobiloví závodníci, jako například meziválečná legenda Louis Chiron. Jeho nezapomenutelný styl jízdy dal již ve 30. letech vzniknout okřídlenému rčení „jede jako Širón“, jímž jsou i v současnosti častováni rychle a riskantně jedoucí šoféři. Z Monaka pochází rovněž pilot Formule 1 Charles Leclerc, celkově druhý v sezóně 2022, nebo Daniel Elena, rallyový navigátor a spolujezdec Sébastiena Loeba, s nímž získal devět titulů mistra světa.
Moldavský emigrant Ghenadie Tulbea vybojoval pro Monako v roce 2014 historickou první medaili z mistrovství Evropy v judu.
Zajímavostí je, že i panovník Albert II. Monacký je vášnivým sportovcem. V letech 1988, 1992, 1994, 1998 a 2002 se zúčastnil zimních olympijských her v jízdě na bobech a v letech 1985 a 1986 se účastnil rallye Paříž-Dakar. Dne 16. dubna 2006 pokořil jako první úřadující hlava státu severní pól, v lednu 2009 dobyl jižní pól a stal se tak první hlavou státu, která stanula na obou pólech planety. Od roku 1994 je předsedou Monackého olympijského výboru a je také osobním přítelem řady sportovců, kteří se rozhodli v Monaku žít - jakkoli jsou obvykle podezíráni z toho, že tak činí jen kvůli tomu, aby se vyhnuli vyšším daním ve svých mateřských zemích. K takovým monackým rezidentům patřili a patří Lewis Hamilton, Björn Borg nebo Novak Djoković. Z českých sportovců je to Petra Kvitová, Tomáš Berdych nebo Jan Koller.

### Události, festivaly a show
Monacké knížectví hostí významné mezinárodní akce, jako jsou:
- Mezinárodní cirkusový festival v Monte Carlu
- Mondial du Théâtre
- Televizní festival v Monte Carlu

## Zajímavosti
- Školství je zavedeno podle italského vzoru.
- Zemědělská výroba v Monaku neexistuje – potraviny se dováží (to se projevuje i na jejich ceně).
- V zástavbě se často objevují tzv. „zelené zahrady“ – zeleň na střechách domů.
- Monako nemá vlastní armádu, pouze policii a gardu – pomoc v případě napadení poskytne (podle dohody) Francie.
- Monako je prakticky celé pokryto sítí CCTV kamer. Policie je považována za velice profesionální, přísnou a nesmlouvavou; míra násilné kriminality je zde nízká.
- V tamním kasinu mohou jako krupiéři pracovat pouze obyvatelé Monaka. Ti v něm naopak mají zakázáno hrát.
- Vzhledem k řadě daňových osvobození je považováno za daňový ráj, sídlí zde tisíce firem. Na francouzské občany a firmy se ale tato osvobození nevztahují.

## Galerie

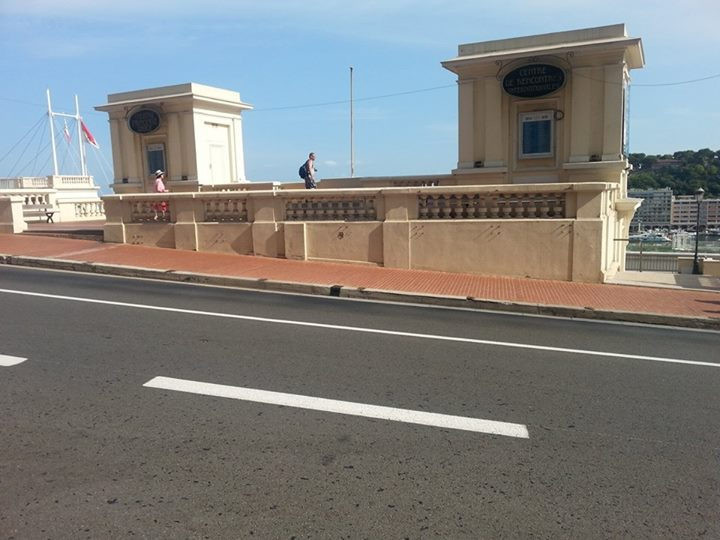
Divadlo Princezny Grace
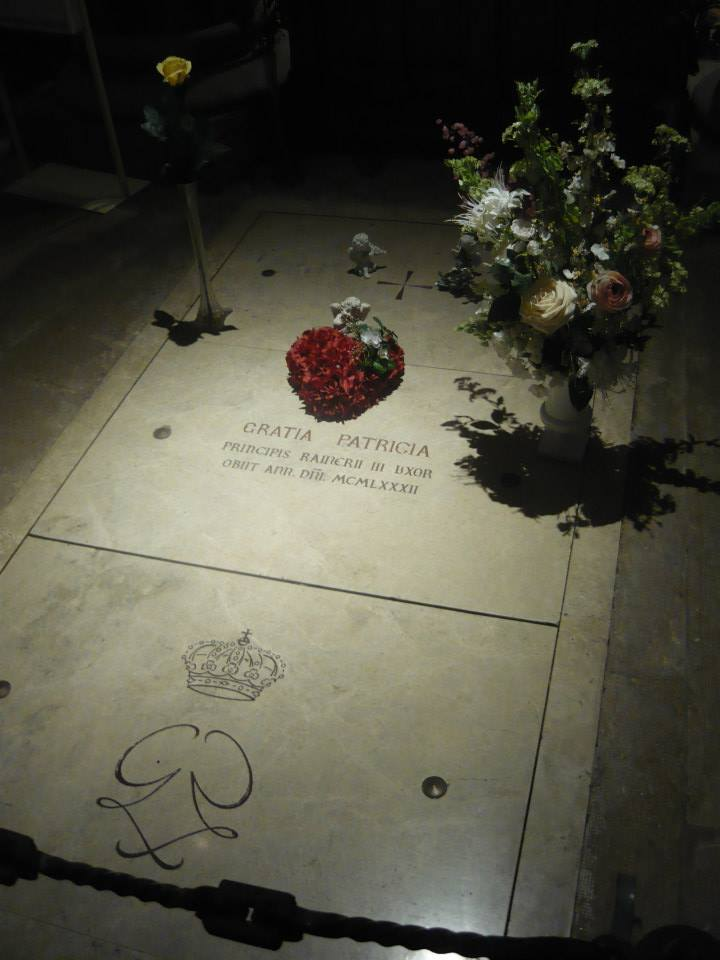
Hrob princezny Grace
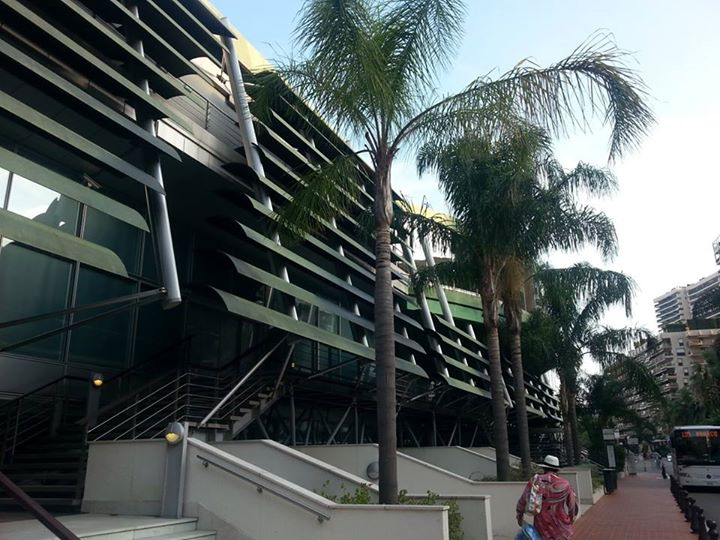
Grimaldiho fórum
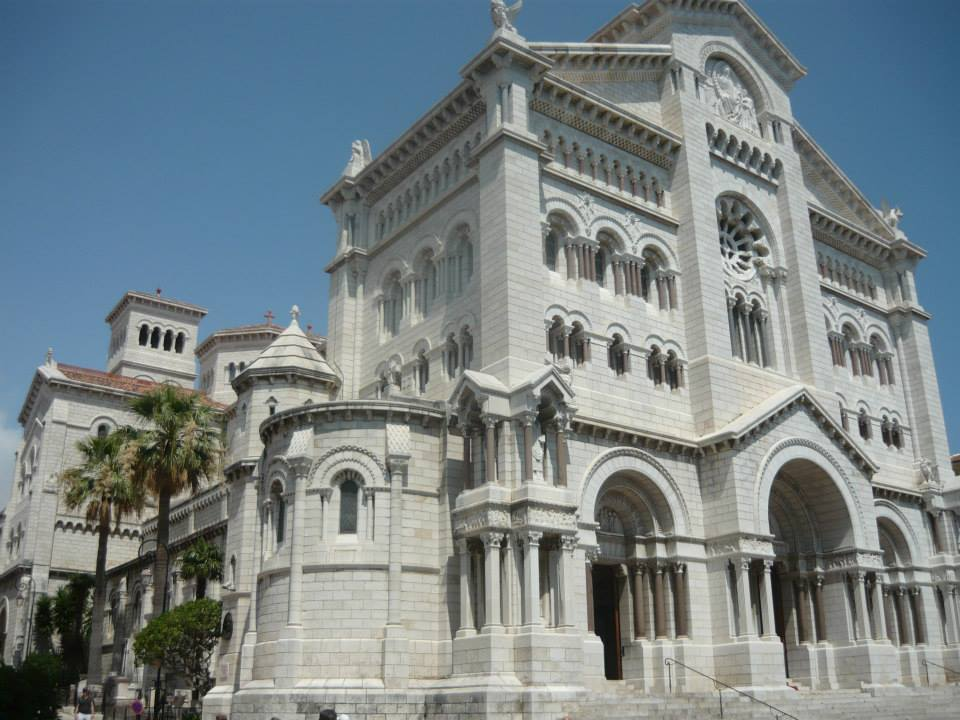
katedrála
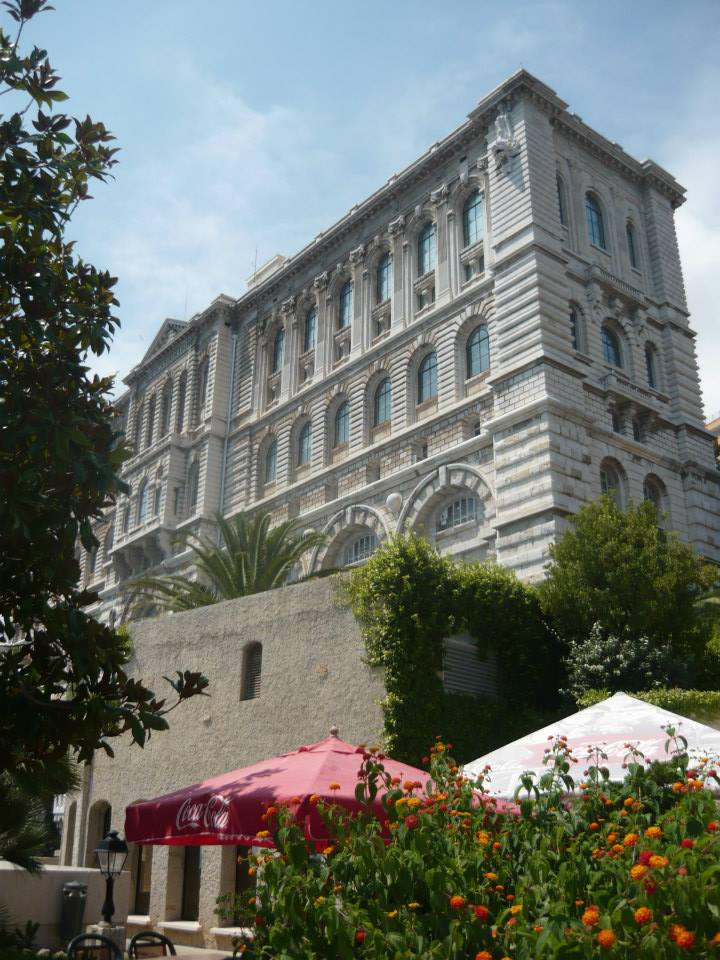
Oceánografické muzeum
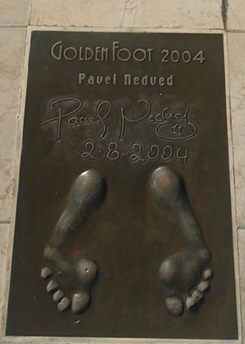
otisk nohy Pavla Nedvěda
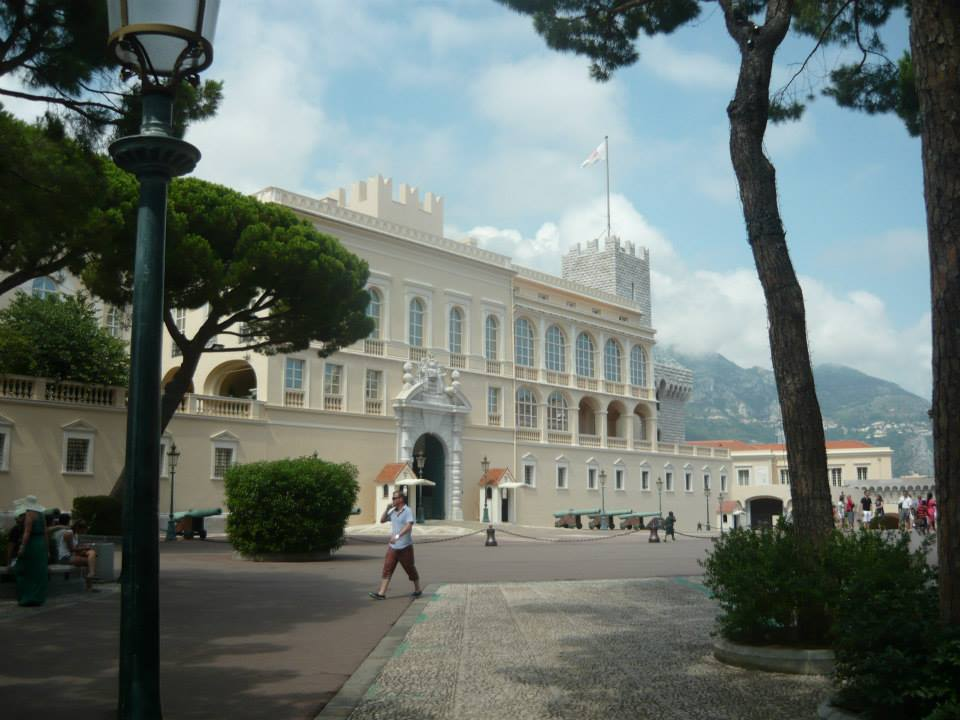
Knížecí palác
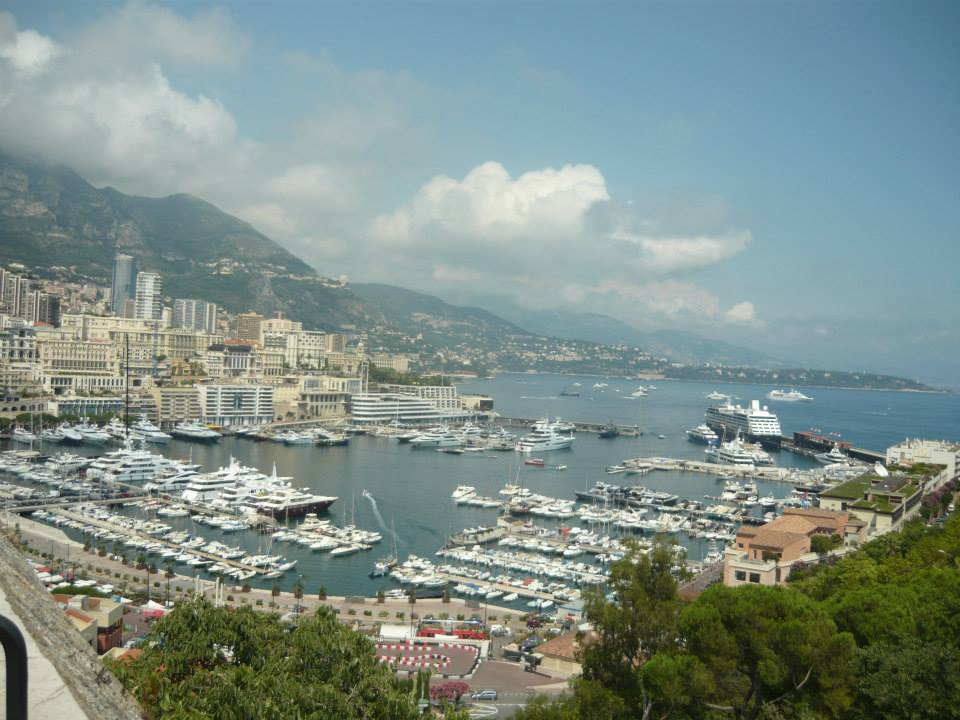
Přístav
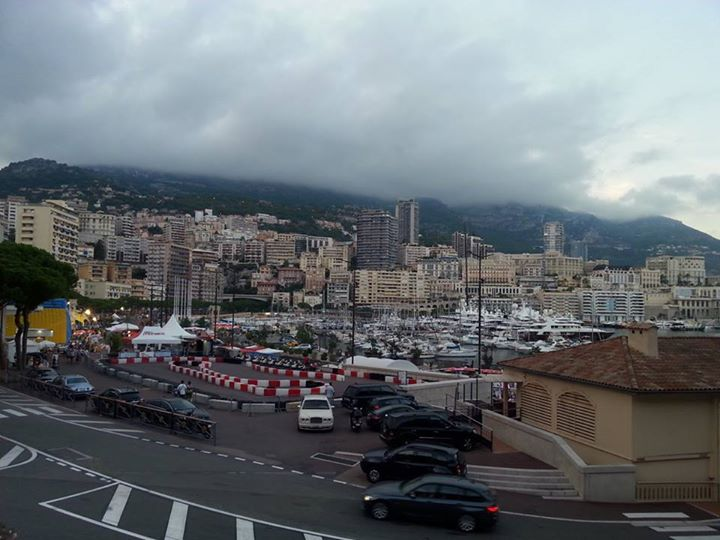
Přístav
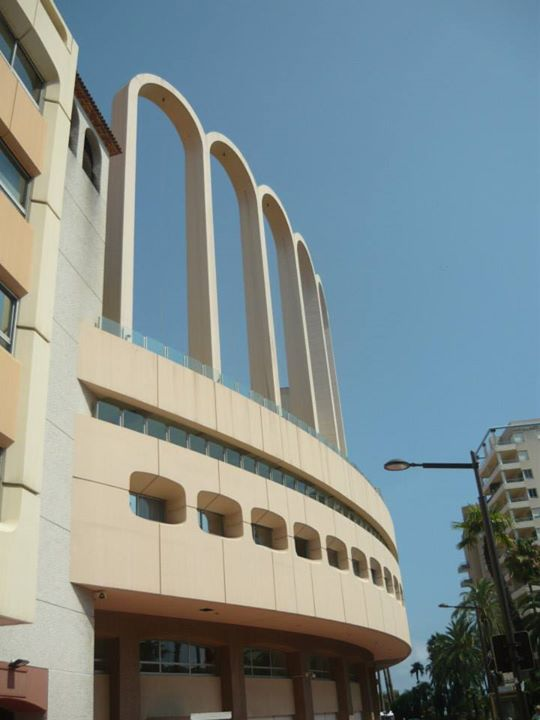
Stadion Ludvíka II.
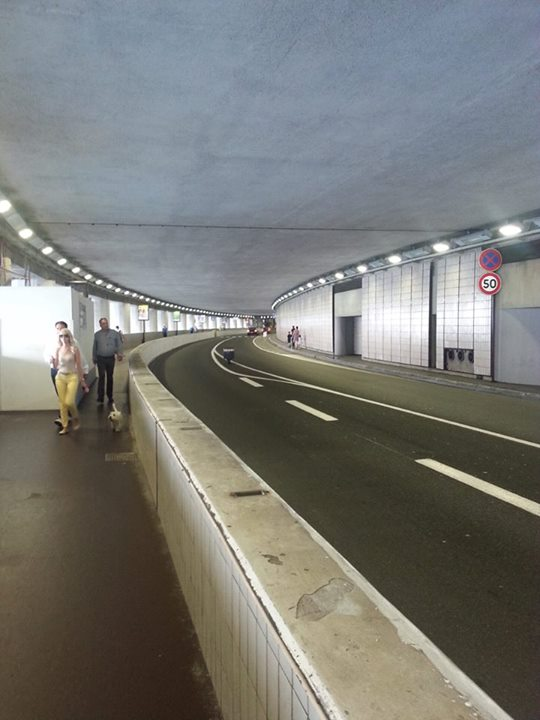
Tunel pod Auditoriem Rainiera III.
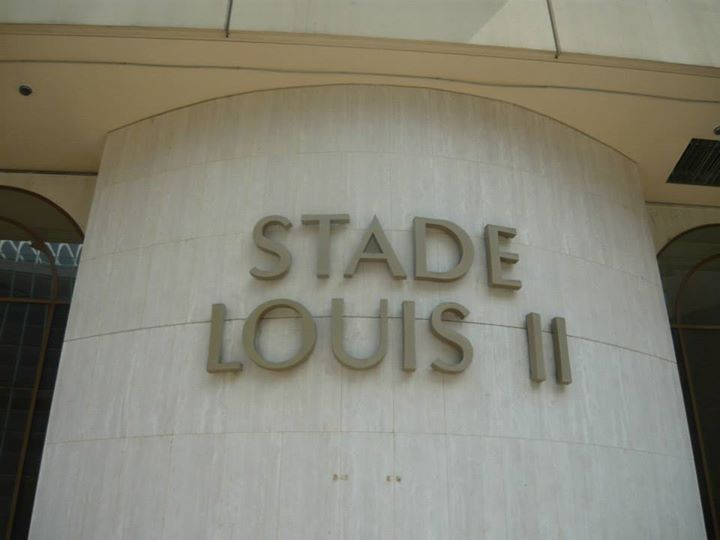
Stadion Ludvíka II.
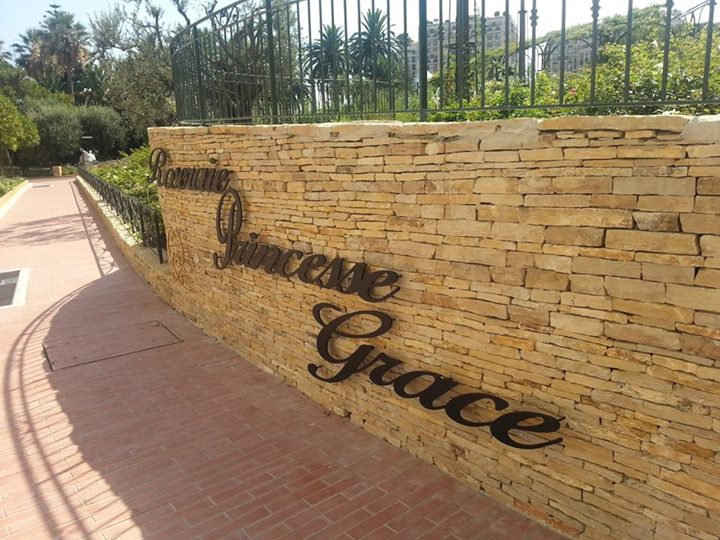
Zahrada princezny Grace
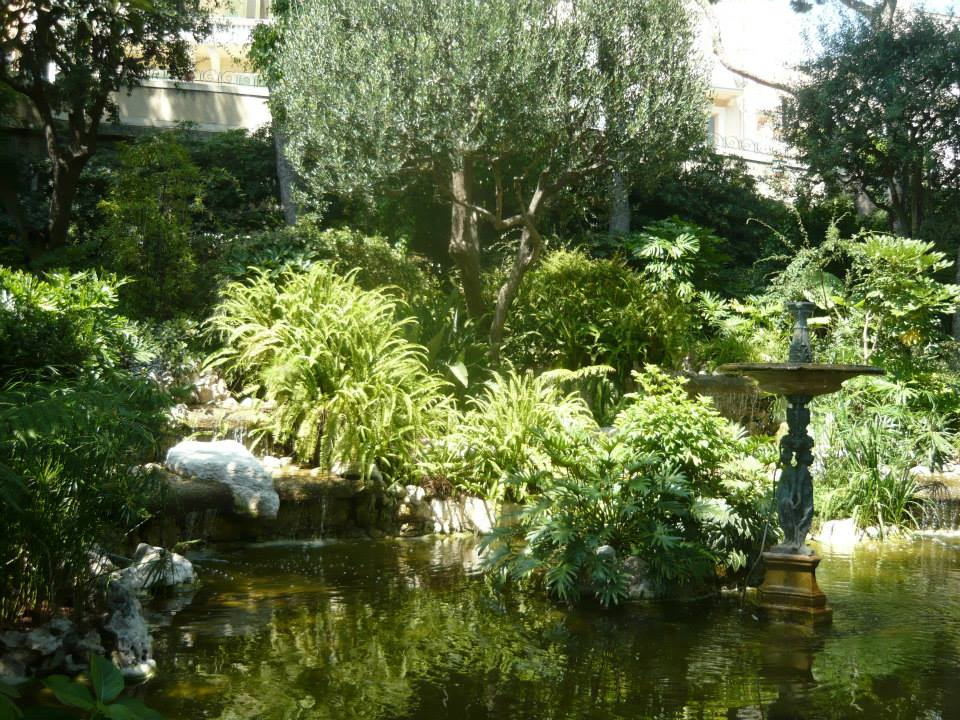
typická monacká zahrada